# Hannînske (Krupske), Kirovohrad
Hannînske (în ucraineană Ганнинське) este un sat în comuna Krupske din raionul Kirovohrad, regiunea Kirovohrad, Ucraina.

## Demografie
Componența lingvistică a localității Hannînske
     Ucraineană (94,34%)
     Română (3,4%)
     Rusă (2,26%)
Conform recensământului din 2001, majoritatea populației localității Hannînske era vorbitoare de ucraineană (94,34%), existând în minoritate și vorbitori de română (3,4%) și rusă (2,26%).